# Campionati del mondo di ciclismo 2023
I Campionati del mondo di ciclismo 2023 sono stati l'edizione inaugurale dei campionati del mondo di ciclismo organizzati dall'Unione Ciclistica Internazionale (UCI), e si sono svolti dal 3 al 13 agosto 2023 a Glasgow, in Scozia.
I campionati del mondo di ciclismo, che si svolgono ogni 4 anni nell'anno precedente ai Giochi olimpici estivi, uniscono in un unico evento i campionati mondiali di diverse discipline ciclistiche, includendo i campionati del mondo di ciclismo su strada, i campionati del mondo di ciclismo su pista e i campionati del mondo di mountain bike.
I campionati del mondo di ciclocross, che è considerata una disciplina invernale, e i campionati del mondo di ciclismo gravel, che sono stati introdotti dopo l'assegnazione dell'evento e che richiedono un terreno particolare, non sono stati inclusi nella manifestazione.
L'evento ha un budget di 45-50 milioni di sterline, con fondi stanziati da diversi corpi locali e nazionali, incluso il Governo scozzese e il dipartimento dedicato allo sport del Governo britannico. Il consiglio comunale di Glasgow ha messo a disposizione 15 milioni di sterline per l'organizzazione dopo la previsione di un aumento economico che sarebbe arrivato a 67 milioni di sterline.

## Campionati e sedi di gara
I campionati del mondo di ciclismo 2023 hanno ospitato 13 campionati del mondo singoli organizzati dall'UCI, diventando il più grande evento ciclistico di sempre. Gli eventi elencati nella tabella di seguito sono stati confermati dalla pubblicazione del programma ufficiale annunciato l'8 settembre 2022.
In totale sono stati incoronati più di 200 campioni mondiali e sono arrivati circa 8000 atleti da tutto il mondo per prendere parte alle competizioni.
| Campionati                                     | Campionati                                     | Sedi di gara |
| ---------------------------------------------- | ---------------------------------------------- | --- |
| Campionati del mondo di ciclismo su strada     | Campionati del mondo di ciclismo su strada     | Edimburgo (partenza prova in linea maschile) Loch Lomond (partenza prove in linea) George Square (arrivo prove in linea) Stirlingshire (prove a cronometro) |
| Campionati del mondo di paraciclismo su strada | Campionati del mondo di paraciclismo su strada | Dumfries e Galloway |
| Campionati del mondo di ciclismo su pista      | Campionati del mondo di ciclismo su pista      | Sir Chris Hoy Velodrome |
| Campionati del mondo di paraciclismo su pista  |                                                | Sir Chris Hoy Velodrome |
| Campionati del mondo di mountain bike marathon | Campionati del mondo di mountain bike marathon | Glentress Forest |
| Campionati del mondo di mountain bike          | Cross-country                                  | Glentress Forest |
| Campionati del mondo di mountain bike          | Downhill                                       | Nevis Range |
| Campionati del mondo di bike trial             | Campionati del mondo di bike trial             | Glasgow Green |
| Campionati del mondo di BMX freestyle flatland |                                                | Glasgow Green |
| Campionati del mondo di BMX freestyle park     |                                                | Glasgow Green |
| Campionati del mondo di BMX                    | Campionati del mondo di BMX                    | Glasgow BMX Centre |
| Campionati del mondo di ciclismo indoor        | Campionati del mondo di ciclismo indoor        | Commonwealth Arena |
| Campionati del mondo di ciclismo Gran Fondo    | Campionati del mondo di ciclismo Gran Fondo    | Perth e Kinross (prove in linea) Dundee e Angus (prove a cronometro)                                                                                        |

## Discipline
In questa edizione dei mondiali sono state disputate in totale 220 competizioni tra tutte le discipline.
| Disciplina                             | Maschile | Femminile | Misti | Totali |
| -------------------------------------- | -------- | --------- | ----- | ------ |
| BMX freestyle flatland (dettagli)      | 1        | 1         | -     | 2      |
| BMX freestyle park (dettagli)          | 1        | 1         | -     | 2      |
| BMX racing (dettagli)                  | 4        | 4         | -     | 8      |
| Gran Fondo (dettagli)                  | 23       | 19        | -     | 42     |
| Ciclismo artistico (dettagli)          | 1        | 2         | 2     | 5      |
| Ciclopalla (dettagli)                  | 1        | 1         | -     | 2      |
| Mountain bike cross-country (dettagli) | 5        | 5         | 1     | 11     |
| Mountain bike marathon (dettagli)      | 1        | 1         | -     | 2      |
| Mountain bike downhill (dettagli)      | 2        | 2         | -     | 4      |
| Paraciclismo su strada (dettagli)      | 26       | 26        | 1     | 53     |
| Paraciclismo su pista (dettagli)       | 23       | 23        | 2     | 48     |
| Ciclismo su strada (dettagli)          | 6        | 6         | 1     | 13     |
| Ciclismo su pista (dettagli)           | 11       | 11        | -     | 22     |
| Trials (dettagli)                      | 4        | 1         | 1     | 6      |
| Totale                                 | 109      | 103       | 8     | 220    |

## Calendario
|  | Competizioni |  | Finali |

| Agosto 2023                 | Mer | Gio | Ven | Sab | Dom | Lun | Mar | Mer | Gio | Ven | Sab | Dom | Totale |
| Agosto 2023                 | 2   | 3   | 4   | 5   | 6   | 7   | 8   | 9   | 10  | 11  | 12  | 13  | Totale |
| --------------------------- | --- | --- | --- | --- | --- | --- | --- | --- | --- | --- | --- | --- | ------ |
| BMX freestyle flatland      |     |     |     |     |     |     |     |     | 2   |     |     |     | 2      |
| BMX freestyle park          |     |     |     |     |     | 2   |     |     |     |     |     |     | 2      |
| BMX racing                  |     |     |     |     |     |     |     | 2   |     |     |     | 6   | 8      |
| Gran Fondo                  |     |     | 20  |     |     | 22  |     |     |     |     |     |     | 42     |
| Ciclismo artistico          |     |     |     |     |     |     |     |     |     | 1   | 2   | 2   | 5      |
| Ciclopalla                  |     |     |     |     |     |     |     |     |     |     |     | 2   | 2      |
| Mountain bike cross-country |     |     |     |     |     |     |     | 3   | 4   | 2   | 2   |     | 11     |
| Mountain bike marathon      |     |     |     |     | 2   |     |     |     |     |     |     |     | 2      |
| Mountain bike downhill      |     |     | 2   | 2   |     |     |     |     |     |     |     |     | 4      |
| Paraciclismo su strada      |     |     |     |     |     |     |     | 14  | 12  | 14  | 12  | 1   | 53     |
| Paraciclismo su pista       |     | 8   | 7   | 5   | 8   | 12  | 8   |     |     |     |     |     | 48     |
| Ciclismo su strada          |     |     |     | 2   | 1   |     | 1   | 1   | 3   | 2   | 1   | 2   | 13     |
| Ciclismo su pista           |     | 3   | 3   | 2   | 4   | 3   | 3   | 4   |     |     |     |     | 22     |
| Trials                      |     |     |     |     |     |     |     | 1   |     |     | 5   |     | 6      |
| Maglie arcobaleno           | -   | 11  | 32  | 11  | 15  | 39  | 12  | 25  | 21  | 19  | 22  | 13  | 220    |

## Medagliere
| Pos.   | Paese             | Oro | Argento | Bronzo | Totale |
| ------ | ----------------- | --- | ------- | ------ | ------ |
| 1      | Gran Bretagna (H) | 47  | 23      | 30     | 100    |
| 2      | Francia           | 26  | 28      | 25     | 79     |
| 3      | Paesi Bassi       | 20  | 15      | 3      | 38     |
| 4      | Germania          | 19  | 19      | 15     | 53     |
| 5      | Stati Uniti       | 15  | 9       | 13     | 37     |
| 6      | Belgio            | 10  | 8       | 11     | 29     |
| 7      | Svizzera          | 9   | 9       | 7      | 25     |
| 8      | Cina              | 8   | 12      | 11     | 31     |
| 9      | Nuova Zelanda     | 8   | 8       | 15     | 31     |
| 10     | Australia         | 7   | 21      | 10     | 38     |
| 11     | Spagna            | 7   | 10      | 5      | 22     |
| 12     | Italia            | 7   | 9       | 14     | 30     |
| 13     | Danimarca         | 4   | 2       | 5      | 11     |
| 14     | Canada            | 3   | 7       | 9      | 19     |
| 15     | Giappone          | 3   | 6       | 6      | 15     |
| 16     | Norvegia          | 3   | 3       | 2      | 8      |
| 17     | Austria           | 2   | 3       | 9      | 14     |
| 18     | Irlanda           | 2   | 3       | 6      | 11     |
| 19     | Polonia           | 2   | 2       | 2      | 6      |
| 20     | Ucraina           | 2   | 2       | 0      | 4      |
| 21     | Rep. Ceca         | 2   | 1       | 0      | 3      |
| 22     | Israele           | 2   | 0       | 0      | 2      |
| 22     | Lettonia          | 2   | 0       | 0      | 2      |
| 24     | Brasile           | 1   | 3       | 3      | 7      |
| 25     | Colombia          | 1   | 2       | 2      | 5      |
| 26     | Portogallo        | 1   | 2       | 0      | 3      |
| 27     | Argentina         | 1   | 1       | 0      | 2      |
| 27     | Sudafrica         | 1   | 1       | 0      | 2      |
| 29     | Svezia            | 1   | 0       | 1      | 2      |
| 30     | Kazakistan        | 1   | 0       | 0      | 1      |
| 30     | Liechtenstein     | 1   | 0       | 0      | 1      |
| 30     | Lussemburgo       | 1   | 0       | 0      | 1      |
| 30     | Ungheria          | 1   | 0       | 0      | 1      |
| 34     | Slovacchia        | 0   | 2       | 2      | 4      |
| 35     | Corea del Sud     | 0   | 2       | 0      | 2      |
| 35     | Thailandia        | 0   | 2       | 0      | 2      |
| 37     | Cile              | 0   | 1       | 0      | 1      |
| 37     | Trinidad e Tobago | 0   | 1       | 0      | 1      |
| 37     | Venezuela         | 0   | 1       | 0      | 1      |
| 40     | Slovenia          | 0   | 0       | 4      | 4      |
| 41     | Costa Rica        | 0   | 0       | 1      | 1      |
| 41     | Ecuador           | 0   | 0       | 1      | 1      |
| 41     | Finlandia         | 0   | 0       | 1      | 1      |
| 41     | Hong Kong         | 0   | 0       | 1      | 1      |
| 41     | Malaysia          | 0   | 0       | 1      | 1      |
| Totale | Totale            | 220 | 218     | 215    | 653    |